# Lavilliers chante Ferré
 (février 2021).
Si vous disposez d'ouvrages ou d'articles de référence ou si vous connaissez des sites web de qualité traitant du thème abordé ici, merci de compléter l'article en donnant les références utiles à sa vérifiabilité et en les liant à la section « Notes et références ».
Pour plus de détails, voir Fiche technique et Distribution.
Lavilliers chante Ferré est un film de concert réalisé par Yoann Belton et publié sur support DVD en 2009 par Barclay. Il s'agit d'un concert de Bernard Lavilliers exclusivement consacré à Léo Ferré, enregistré à l'auditorium Maurice Ravel de Lyon le 24 octobre 2006, avec la participation de l'Orchestre national de Lyon sous la direction de Cyrille Aufort. Ce concert est structuré en trois parties :
- Des chansons mélancoliques du Ferré du début des années 1960 en piano-voix (pistes 1 à 5)
- Un panachage de titres plus caustiques et rythmiquement enlevés, avec ses musiciens habituels, dans un contexte variété-rock (pistes 6 à 14)
- Une dernière partie symphonique, essentiellement consacrée aux poètes mis en musique par Ferré, à l'exclusion de Baudelaire et Apollinaire (pistes 17 à 25)

## Fiche technique
- Titre : Lavilliers chante Ferré
- Réalisation : Yoann Belton
- Société de production : Barclay Records
- Pays :  France
- Genre : Film de concert
- Durée : 110 minutes
- Dates de sortie : 
  -  France : 4 mai 2009 (DVD)

## Liste des pistes
Paroles et musiques de Léo Ferré, sauf indications contraires.
1. La Vie d'artiste
2. Les Poètes
3. Merde à Vauban (paroles de Pierre Seghers)
4. La Mélancolie
5. Vingt ans
6. Si tu t'en vas
7. La Maffia
8. Le Chien
9. La « The Nana »
10. Thank you Satan
11. C'est extra
12. Monsieur William (paroles de Jean-Roger Caussimon)
13. L'Étrangère (paroles de Louis Aragon)
14. L'Affiche rouge (paroles de Louis Aragon)
15. Préface
16. Présentation de l'orchestre national de Lyon
17. La Mémoire et la Mer
18. Les Assis (paroles d'Arthur Rimbaud)
19. Ô triste, triste était mon âme (paroles de Paul Verlaine)
20. Âme, te souvient-il ? (paroles de Paul Verlaine)
21. Les Corbeaux (paroles d'Arthur Rimbaud)
22. Avec le temps
23. Le Temps du tango (paroles de Jean-Roger Caussimon)
24. Comme à Ostende (paroles de Jean-Roger Caussimon)
25. Est-ce ainsi que les hommes vivent ? (paroles de Louis Aragon)
26. Je chante pour passer le temps (paroles de Louis Aragon)

Bonus DVD
1. La Mémoire et la Mer (enregistrement studio publié sur la compilation Avec Léo, 2003)
2. Richard (enregistrement studio inédit, 2003)

## Crédits
- Bernard Lavilliers : chant, guitare
- Xavier Tribolet : piano, claviers
- Thierry Fanfant : contrebasse, basse
- Vincent Faucher : guitare
- Gil Gimenez : batterie
- Orchestre national de Lyon
- Cyrille Aufort : direction musicale et arrangements symphoniques
- Yoann Belton : réalisation de la captation